# Czesław Zawistowski

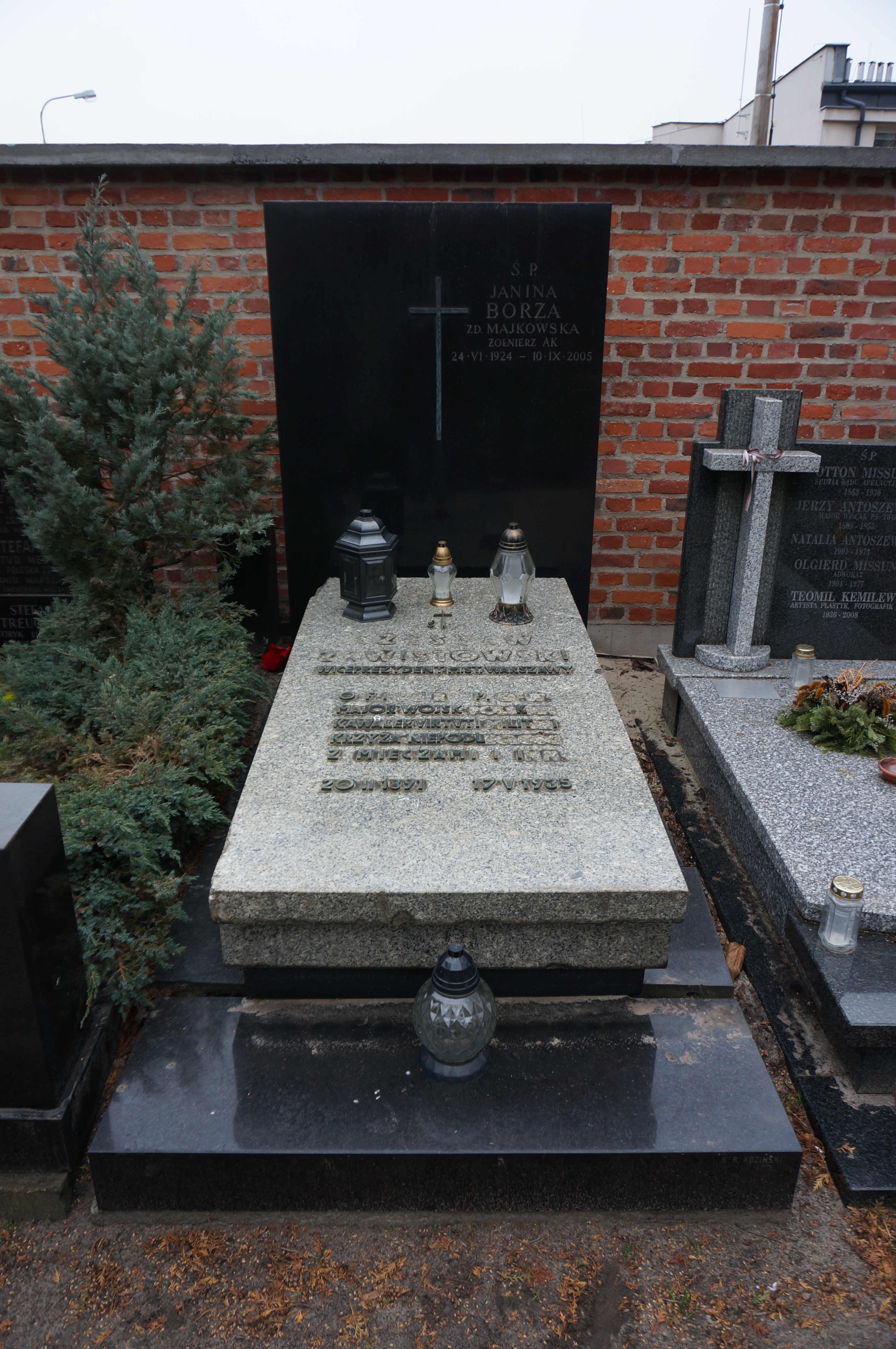
Grób Czesława Zawistowskiego na cmentarzu Powązkowskim

Czesław Zawistowski  (ur. 20 lutego 1891, zm. 17 maja 1935 w Warszawie) – major saperów inżynier Wojska Polskiego, kawaler Orderu Virtuti Militari.

## Życiorys
Czesław Zawistowski w 1910 ukończył oficerską szkołę inżynierii w Petersburgu, jako podporucznik wojsk technicznych Armii Rosyjskiej. W 1911 został członkiem Związku Strzeleckiego, a od 1917 w czasie wojny organizuje między innymi w Mińsku oddziały partyzanckie do walki z bolszewikami. Następnie wstępuje do I Korpusu Polskiego, gdzie bierze czynny udział w szkoleniu i wysyłaniu oficerów i żołnierzy tego Korpusu na front. Następnie wstąpił w szeregi Polskiej Organizacji Wojskowej. Do Wojska Polskiego zostaje przyjęty z dniem 2 grudnia 1918, uczestniczy w wojnie z Rosją. W 1921 służy w 1 pułku saperów jako dowódca grupy inżynieryjnej nr 2. W 1923 dowodzi czasowo VIII batalionem saperów w 1 pułku saperów. Od 1924 pełni obowiązki dowódcy XIV batalionu saperów w 7 pułku saperów.
W 1927 zostaje przeniesiony do dyspozycji Ministra Spraw Wewnętrznych i rozpoczyna pracę w charakterze naczelnika wydziału w Urzędzie Wojewódzkim w Białymstoku, a następnie w Poznaniu. W 1930 ponownie w Białegostoku gdzie pełni obowiązki wicewojewody. W 1932 obejmuje obowiązki dyrektora Polskiego Radia, z przydziałem do dyspozycji Ministerstwa Poczt i Telegrafów. Od 15 czerwca 1934, obejmuje obowiązki dyrektora Miejskiej Inspekcji Handlowej. 19 grudnia 1934 Minister Spraw Wewnętrznych powołał go na stanowisko wiceprezydenta miasta stołecznego Warszawy.
Zmarł nagle w 1935 bezpośrednio po powrocie z uroczystości pogrzebowych Józefa Piłsudskiego. Został pochowany na cmentarzu Powązkowskim (kwatera pod murem V, rząd 1, miejsce 63).

## Awanse
- podporucznik
- porucznik – 2 grudnia 1918[1]
- kapitan – ze starszeństwem z dniem 1 czerwca 1919[3]
- major – ze starszeństwem z dniem 1 lipca 1923[4]

## Ordery i odznaczenia
- Krzyż Srebrny Orderu Wojskowego Virtuti Militari
- Krzyż Niepodległości z Mieczami – 12 marca 1931 „za pracę w dziele odzyskania niepodległości”[8]
- Krzyż Oficerski Orderu Odrodzenia Polski
- Krzyż Walecznych – czterokrotnie
- Medal Międzysojuszniczy „Médaille Interalliée”
- Krzyż Oficerski Orderu Korony Rumunii[9] – Rumunia, zezwolenie 1923[10]